# رمزي بوخيام
رمزي بوخيام (مواليد 14 سبتمبر 1993 بأكادير) هو راكب أمواج مغربي.
ولد في أكادير لأب مغربي وأم هولندية، ركب الأمواج لأول مرة في إمسوان بالقرب من تغازوت، عندما كان عمره 9 سنوات فقط. ثم التحق بمدرسة لتعليم ركوب الأمواج في مدينة الوليدية. في عام 2003.

## مسيرته
فاز رمزي بوخيام بمسابقة (Pro Anglet) في عام 2017، و(Lacanau Pro) في عام 2018.
يعتبر رفقة الجنوب أفريقية بيانكا بويتنداغ المُشاركَيْنِ الأفريقيين الوحيدين في رياضة الركمجة خلال الألعاب الأولمبية الصيفية 2020.
في 14 يوليو 2021، عينته اللجنة الأولمبية الوطنية المغربية حاملًا لعلم الوفد المغربي المُشارك في أولمبياد 2020 بطوكيو، مع الملاكمة أميمة بلحبيب.

## روابط خارجية
- رمزي بوخيام على موقع الرابطة العالمية لركوب الأمواج (الإنجليزية)
- رمزي بوخيام على موقع اللجنة الأولمبية الدولية (الإنجليزية)
- رمزي بوخيام على موقع أوليمبيديا (الإنجليزية)